# Cataulacus wissmannii
Cataulacus wissmannii är en myrart som beskrevs av Auguste-Henri Forel 1894. Cataulacus wissmannii ingår i släktet Cataulacus och familjen myror. Inga underarter finns listade.